# Гризельда Вишневецька
Гризе́льда Конста́нція Вишневе́цька із Замойських (пол. Gryzelda Konstancja Wiśniowiecka; 27 квітня 1623, Замостя — 17 квітня 1672, Замостя) — польська шляхтянка й аристократка. Мати монарха Речі Посполитої Міхала Корибута Вишневецького.

## Біографія
Донька Томаша Замойського та його дружини княжни Катерини Острозької, дружина відомого полководця, магната князя Яреми Вишневецького (багато пам'ятають його у війнах проти козацького повстання Хмельницького). Сестра Яна «Собіпана» Замойського.
Разом з братом отримала гарну освіту від професорів академії Замостя. Робила зусилля зберегти академію з її розпадом.
27 лютого 1639 року вийшла заміж за князя Ярему Вишневецького в Замості. В їх містечку Білий Камінь (тепер Золочівський район Львівщини) у них народився єдиний син Міхал Томаш, майбутній король Речі Посполитої (під іменем Міхал Корибут Вишневецький). У боротьбі з повстанням Богданом Хмельницьким 1648—1651 років слава Яреми Вишневецького досягла свого піку, сім'я досягла величезних привілеїв при дворі, серед знатної шляхти. За її життя було розбудовано замок у Білому Камені, перетворивши його на одну з найкращих резиденцій у краї.
В 1666 році разом із Станіславом Конєцпольським віддала у заставу Рівне, Олександрію, Тинне, Басів Кут та Новий двір для Олександра Цетнера за 80 000 злотих.
Була похована у соборі Іоанна Хрестителя Варшави.